# غرانت مارتن
غرانت مارتن هو لاعب هوكي الجليد كندي، ولد في 13 مارس 1962.

## وصلات خارجية
- غرانت مارتن على موقع دوري الهوكي الوطني (الإنجليزية)
- غرانت مارتن على موقع قاعة مشاهير الهوكي (لاعب أن.إتش.أل) (الإنجليزية)
- غرانت مارتن على موقع EliteProspects.com (الإنجليزية)
- غرانت مارتن على موقع HockeyDB.com (الإنجليزية)
- غرانت مارتن على موقع Hockey-Reference.com (الإنجليزية)